# Physalaemus cuqui
Physalaemus cuqui là một loài ếch trong họ Leptodactylidae.
Nó được tìm thấy ở Argentina, Bolivia, và có thể cả Paraguay.
Các môi trường sống tự nhiên của chúng là các khu rừng khô nhiệt đới hoặc cận nhiệt đới, vùng đất có cây bụi nhiệt đới hoặc cận nhiệt đới, vùng cây bụi ẩm khu vực nhiệt đới hoặc cận nhiệt đới, đầm nước ngọt có nước theo mùa, đất canh tác, vùng đồng cỏ, ao, đất có tưới tiêu, và kênh đào và mương rãnh.